# Codi de família d'Algèria
El Codi de família d'Algèria (àrab: قانون الأسرة, Qānūn al-usra), aprovat el 9 de juny de 1984 per l'Assemblea Popular Nacional, agrupa les regles que determinen les relacions familiars a Algèria.
Aquest codi inclou elements de la xaria recolzats pels islamistes i pels conservadors. Les feministes i els partits d'esquerres critiquen el codi i se centren en particular en les condicions de vida imposades a les dones, que neguen la plena igualtat entre els sexes, especialment pel que fa al matrimoni, el divorci o la tutela dels fills.
El Codi ha sigut fortament controvertit des de la seva promulgació per les feministes, incloent Fettouma Ouzeguene, Akila Ouared, Zhor Zerari, Zohra Drif (advocada, senadora i esposa de Rabah Bitat), i Louisa Hanoune, així com una part de la població algeriana que s'oposa a la modificació de certes regles que condicionen la poligàmia.

## Antecedents
Després de dos intents frustrats seguit d'un fort rebuig de la població, el 1966 i sota l'impuls de Boualem Baki el 1981, es va adoptar una primera versió del Codi de la família el 1984. Aquest codi estava en regressió teòrica amb relació a la Constitució de 1976, i en particular els seus articles 39 a 42:
- Article 39 : «Es garanteix les llibertats fonamentals i els drets de l'home i el ciutadà. Tots els ciutadans són iguals en drets i deures. Es prohibeix tota discriminació basada en prejudicis de sexe, raça o professió.»
- Article 40 : «La llei és la mateixa per a tots, que protegeix, per restringeix o reprimeix. »
- Article 41 : «L'Estat assegura la igualtat de tots els ciutadans mitjançant l'eliminació de barreres econòmiques, socials i culturals que, de fet, limiten la igualtat entre els ciutadans, impedeixen el desenvolupament de la persona humana i impedeixen la participació efectiva de tots els ciutadans a l'organització política, econòmica, social i cultural.»
- Article 42 : «Tots els drets polítics, econòmics, socials i culturals de les dones algerianes estan garantits per la Constitució.»

El Codi de família relega a la dona a una condició inferior, legalitza la poligàmia que afecta a l'1% de la població i permet que l'home, en cas de divorci, mantingui la casa sense haver de garantir el manteniment de la seva família.

## La reforma del 2005
El 2005, després de tres anys de debat, aquest codi es modifica lleugerament. Contràriament a les expectatives de les feministes i les recomanacions de la Comissió Nacional que van estudiar la seva reforma, es conserva el wali (وليّ), tutor fins en el moment del matrimoni, per tal de no ofendre als homes sentint la seva supressió com un lloc a part del matrimoni.
La poligàmia està subjecta al consentiment de la primera dona, i el codi requereix que el marit proporcioni habitatge als nens, que ara estan confiats a la mare.
La història del moviment femení algerià contra el Codi familiar es descriu en un llibre recent de Feriel Lalami.

### Principals disposicions de la reforma
Aquesta revisió va abordar diversos aspectes reforçant els drets de les dones. Va abordar les «disposicions més debatudes dins de la societat i per a les quals és difícil arribar a un consens», principalment el matrimoni i la seva dissolució, la qual cosa explica l'elecció de la promulgació per mitjà de l'ordenança presidencial, que va permetre evitar bloqueigs al parlament algerià.

#### El matrimoni

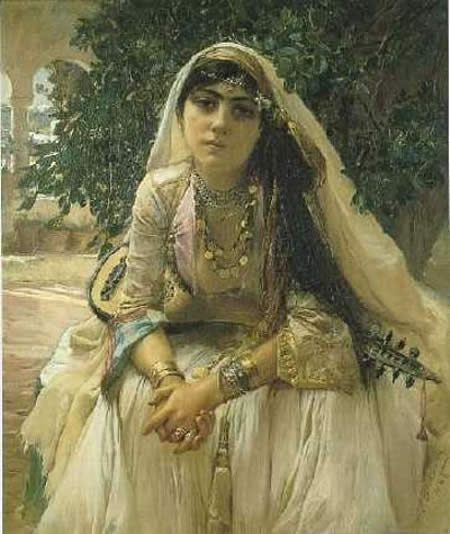
Dona algeriana, per Frederick A. Bridgman, 1888

La revisió va introduir en el codi familiar un concepte que no existia a la versió anterior: la voluntat de cadascun dels futurs cònjuges de participar en una unió matrimonial.
La revisió també posa fi a la diferència en l'edat mínima legal del matrimoni entre els sexes. Aquesta edat es va fixar als 19 anys, l'edat de la majoria legal a Algèria.
Com a resultat d'aquesta revisió, el paper del wali de la futura esposa es limita al de ser un simple representant, mentre que abans tenia el poder de rebutjar o acceptar el matrimoni de la futura esposa. A més, la reforma va restringir la poligàmia, limitant-la a casos concrets com la discapacitat de la primera dona o la seva incapacitat de procrear, i a la submissió a l'autorització d'un jutge després de consultar-la.
A més, la reforma va eliminar l'exigència que les dones casades que desitjaven viatjar a l'estranger de tenir l'autorització per sortir del territori signat pel cònjuge. També va crear la possibilitat que les dones divorciades signessin l'autorització parental de sortida del territori per als seus fills menors perquè poguessin viatjar a l'estranger, mentre que abans només el pare podia emetre aquesta autorització.

#### La filiació
Es va modificar la filiació i la transmissió de la nacionalitat algeriana.
L'article 44 estableix el reconeixement de la maternitat, que permet a la mare soltera reconèixer el seu fill i transmetre el seu cognom. En termes generals, la filiació és exclusivament patrilineal i de naturalesa jurídica (la legislació algeriana només reconeix la filiació legítima).
A més, les dones poden transmetre la nacionalitat algeriana als seus fills nascuts en matrimonis amb estrangers.
Finalment, igual que la reforma del Mudawana al Marroc, s'accepta l'expert científic (prova de paternitat, mitjançant prova de sang o test d'ADN): l'article 40 del Codi algerià permet al jutge «recórrer a evidència científica de parentiu». No obstant això, el dret al respecte de la integritat personal garantida per la Constitució (article 34) pot permetre al subjecte rebutjar aquesta anàlisi.

### Anticonstitucionalitat
Fins i tot després de les modificacions del Codi de família del febrer de 2005, alguns diuen que alguns articles violarien encara l'article 29 de la Constitució algeriana que preveu la igualtat davant la llei.
Així, l'article 93 del Codi continua requerint que el tutor testamentari sigui musulmà. El nou article 32 ja no cancel·la el matrimoni en cas d'apostasia, però encara ho considera un impediment per al matrimoni. De la mateixa manera, un apòstata no pot heretar d'un pare musulmà d'acord amb l'article 138.

## El context polític
El president algerià, Abdelaziz Bouteflika, va decidir que es revisés el Codi de família «d'acord amb l'esperit dels drets humans i de la xaria». Les reaccions dels partits polítics algerians es van matisar en relació amb aquest anunci.
Lachhab, representant del partit islamista Moviment per a la reforma nacional (en àrab, حركة الإصلاح الوطني, Harakat Al-Islah Al-Wataniy) va dir en roda de premsa «Ens oposem a aquestes esmenes que són contràries a la xaria i són, per tant, contràries a l'article 2 de la Constitució.»
Nouria Hafsi de la Reagrupació Nacional per la Democràcia (RND)(en àrab, التجمع الوطني الديمقراطي, at-Tadschammuʿ al-Waṭanī ad-Dīmuqrāṭī) va afirmar que: «Aquestes tímides esmenes ofereixen una lectura moderna de la xaria. Els drets de la dona són finalment reconeguts per la llei.» 
Les associacions feministes i els partits d'esquerres demanen la derogació del codi.

## Crítiques
Hi ha moltes crítiques sobre el Codi de família, i una gran part d'elles prové de dones.
Per a l'actriu Nadia Kaci, coautora de Laissées pour mortes. Le lynchage des femmes de Hassi Messaoud (Deixeu-les per morts. El linxament de les dones de Hassi Messaoud) l'estat de «menor per tota la vida» de les dones, és una de les dues causes, amb el discurs musulmà fonamentalista, que explica que aquests casos de linxament i altres violències podrien haver ocorregut amb relativa impunitat.

## Abolició
Al febrer de 2011, el president Abdelaziz Bouteflika va anunciar la caiguda de l'estat d'urgència a Algèria, assegurant en un futur proper l'abolició del Codi de família.